# The Jeff Beck Group
The Jeff Beck Group fue una banda de rock inglesa formada en Londres en 1967 por el guitarrista Jeff Beck. Su formación más reconocida estuvo compuesta por Beck en la guitarra líder, Rod Stewart como cantante, Ronnie Wood como guitarrista rítmico o bajista y Mickey Waller como baterista. Tras varios cambios, la banda presentó una segunda alineación a comienzos de la década de 1970 que no logró la misma repercusión que la alineación inicial. La agrupación publicó cuatro álbumes de estudio entre 1968 y 1972, tras lo cual Beck se embarcó en una exitosa carrera en solitario.

## Historia

### Primera alineación

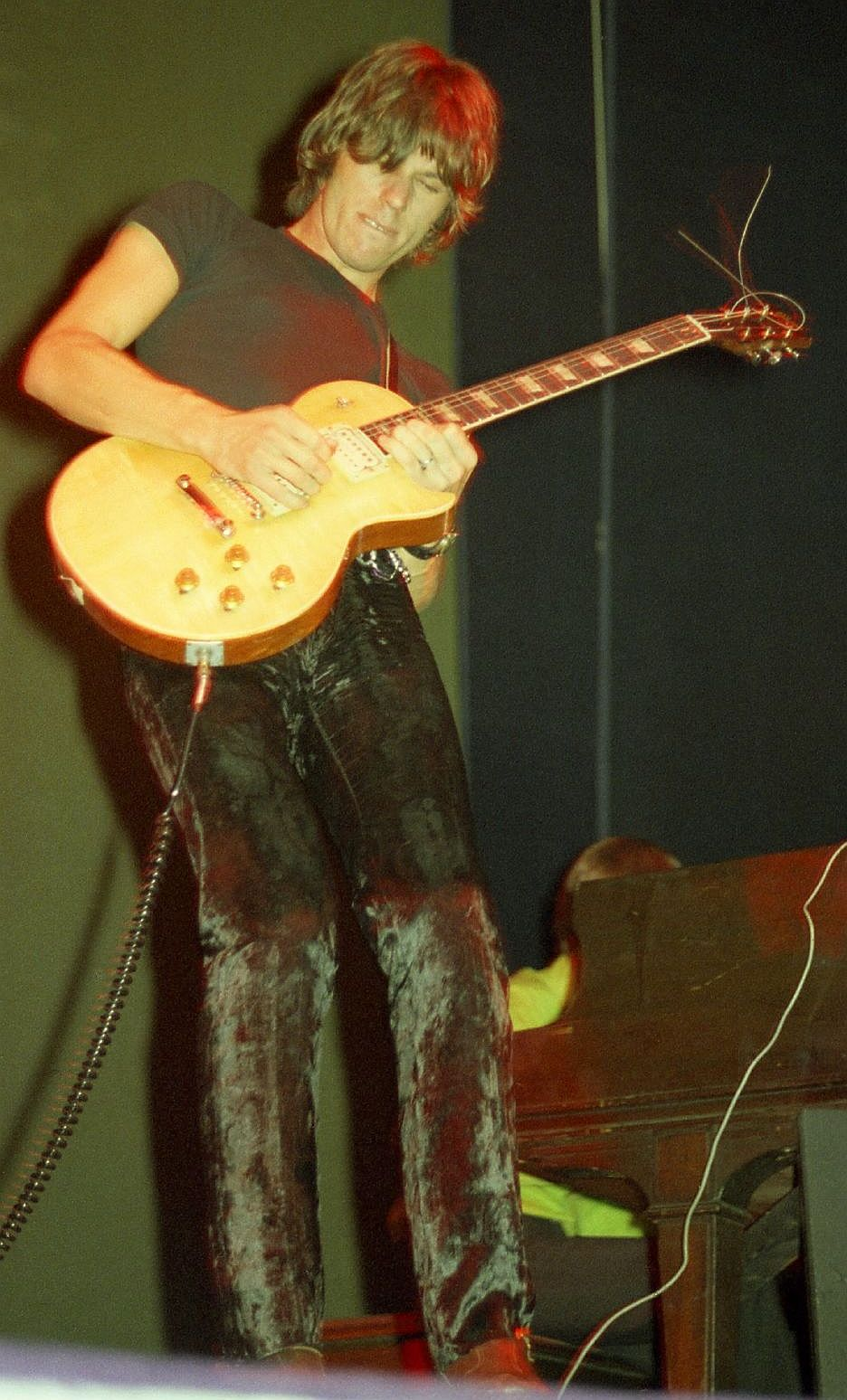
Beck con The Jeff Beck Group, 1968

La primera alineación del grupo se formó en Londres a inicios de 1967 e incluyó en la guitarra solista a Jeff Beck, al vocalista Rod Stewart y al guitarrista rítmico Ronnie Wood, cambiando regularmente de bajista y baterista. Los primeros bajistas fueron Jet Harris y Dave Ambrose, con Clem Cattini y Viv Prince alternando en la batería. La alineación pasó por meses de cambios de personal, notablemente no menos de cuatro bateristas antes de establecerse Aynsley Dunbar y cambiar a Ron Wood al bajo. Esta alineación pasó la mayoría de 1967 tocando en el circuito de clubes del Reino Unido y apareció varias veces en BBC Radio. Beck firmó un contrato personal de gerencia con el productor y mánager Mickie Most, quien no tenía interés en el grupo sino en la carrera como solista de Beck.
Durante 1967 la banda lanzó tres sencillos en Europa y dos en Estados Unidos, el primero, "Hi Ho Silver Lining", siendo el más exitoso, alcanzando el puesto 14 en la lista de sencillos del Reino Unido. El sencillo incluyó el instrumental "Beck's Bolero" como lado B, que había sido grabado varios meses antes. La alineación para esa sesión incluyó a Jimmy Page en guitarra rítmica, John Paul Jones en el bajo, Keith Moon en la batería y Nicky Hopkins en el piano. Frustrado porque la banda no estaba tocando un set de blues suficientemente estricto para su gusto, el baterista Dunbar se fue y fue remplazado por Roy Cook por un show, antes de que Stewart recomendara a Micky Waller. Waller llegó a tocar con la banda durante todo 1968 y principios de 1969, siendo su baterista más duradero.
Peter Grant, mánager en ese momento, había estado en los Estados Unidos con The New Vaudeville Band, y estaba consciente del nuevo formato orientado a conciertos y álbumes desarrollándose allí. En ese momento era posible lanzar una banda sin usar la fórmula del sencillo exitoso. Grant notó que la banda de Beck era ideal para este mercado y trató varias veces de comprarle el contrato de Beck a Mickie Most, quien se negó a dejar ir al guitarrista. A principios de 1968 la banda estaba lista para tirar la toalla, pero Grant los convenció de no separarse y agendó una corta gira estadounidense para ellos. La banda llegó a Nueva York a brindar cuatro conciertos en Fillmore East, donde acompañaron a los Grateful Dead. Sus presentaciones sorprendieron gratamente a la crítica. Cuando terminaron la gira en el Fillmore West de San Francisco, Peter Grant les había conseguido un contrato con Epic Records.
La banda regresó rápidamente a Inglaterra para grabar el álbum Truth, que alcanzó el número 15 en las listas de Estados Unidos. Los temas se grabaron en dos semanas, con algunos arreglos añadidos al mes siguiente. La alineación extra para estas sesiones incluía a John Paul Jones en el órgano Hammond, el baterista Keith Moon y Nicky Hopkins en el piano. El grupo principal, llamado "Jeff Beck Group", regresó a los Estados Unidos para realizar una gira promocional. Jimi Hendrix, fanático de Beck, tocó con la banda en el Café Wha durante esta y sus siguientes giras.
Se embarcaron en su tercera gira en diciembre de 1968 con Hopkins que, aunque delicado de salud, decidió tocar en vivo. Aceptó la invitación de Beck, a pesar de que Led Zeppelin le había ofrecido más dinero. Más tarde lamentó esa decisión. Incluso con sus mejores intenciones, la última etapa de la gira se vio restringida por su enfermedad. Beck entonces pospuso una cuarta gira por los Estados Unidos en febrero de 1969, por sentir además que la banda no debía seguir tocando el mismo material sin nada nuevo que añadir. Se escribió nuevo material, Waller fue reemplazado por el baterista Tony Newman y Wood fue despedido, solo para ser contratado de nuevo al poco tiempo. El éxito de Truth despertó un nuevo interés en Most, quien se encargó de producir el siguiente álbum de la agrupación: Beck-Ola.
En mayo de 1969, la banda se embarcó en su cuarta gira por los Estados Unidos, esta vez con Hopkins como miembro oficial. La gira se desarrolló sin problemas, Beck-Ola tuvo una cálida recepción y alcanzó el número 15 en la lista Billboard 200. Sin embargo, los problemas internos entre los músicos empezaron a aparecer. La banda finalizó la gira y regresó a Inglaterra, solo para volver a los Estados Unidos en julio de 1969 por quinta y última vez. Beck decidió disolver la agrupación en la víspera del Festival de Woodstock, en el que estaban programados para actuar, una decisión que Beck más tarde lamentó profundamente.

### Segunda alineación

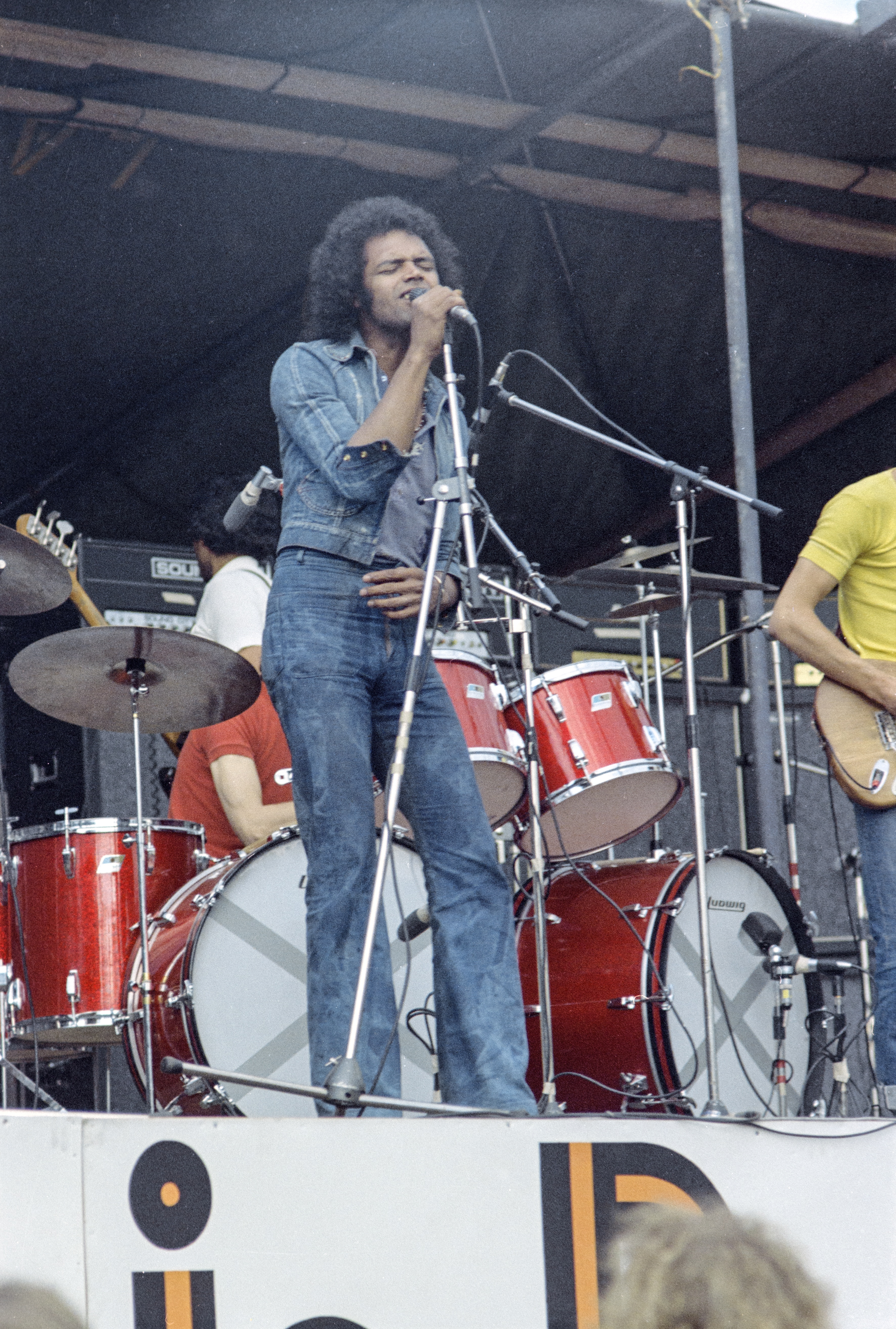
The Jeff Beck Group en 1971

A finales de 1970, Jeff Beck reformó su banda con el vocalista Alex Ligertwood, el teclista Max Middleton, el baterista Cozy Powell y el bajista Clive Chaman. En junio de 1971, Beck firmó un contrato discográfico con la CBS y se puso a la búsqueda de un nuevo cantante. Tras escuchar a Bobby Tench con su banda Gass, Beck lo contrató como vocalista y segundo guitarrista.
A Tench le dieron solo unas semanas para escribir nuevas letras y añadir su voz al álbum Rough and Ready, antes de que se reanudara la mezcla de los temas previamente grabados en Londres por Beck y los demás miembros de la banda. El álbum se terminó en julio de 1971 y se realizó una gira por Finlandia, Holanda, Suiza y Alemania. Rough and Ready fue lanzado en el Reino Unido el 25 de octubre de 1971, con el lanzamiento en los Estados Unidos en febrero de 1972. Siguió una gira promocional de dieciséis días por los Estados Unidos y el álbum alcanzó el número 46 en las listas de éxitos.
En enero de 1972 la banda viajó a los Estados Unidos para unirse a Beck en los estudios de TMI en Memphis, Tennessee. Allí grabaron el álbum Jeff Beck Group, con Steve Cropper como productor. Jeff Beck Group fue lanzado en el Reino Unido el 9 de junio de 1972. La gira promocional que siguió incluyó una aparición en la serie In Concert de la BBC Radio 1, que fue grabada el 29 de junio de 1972.
El 24 de julio de 1972, la banda fue oficialmente disuelta. "La fusión de los estilos musicales de los miembros ha tenido éxito dentro de los términos individuales, sin embargo, no sentían que habían creado un nuevo estilo musical con la fuerza que habían buscado originalmente", afirmó una declaración oficial del mánager de Beck.

## Discografía
- Truth (1968)
- Beck-Ola (1969)
- Rough and Ready (1971)
- Jeff Beck Group (1972)